# دفاع لوژین (فیلم)
دفاع لوژین (به انگلیسی: The Luzhin Defence) فیلمی محصول سال ۲۰۰۰ و به کارگردانی مرلین گوریس است. در این فیلم بازیگرانی همچون جان تورتورو، امیلی واتسون، جرالدین جیمز، استوارت ویلسون، کریستوفر تامپسون، کلی هانتر، پیتر بلایت، ارلا بریدی، ماسیمو سارکیه‌لی و مارک تندی ایفای نقش کرده‌اند.